# شازده کوچولو (فیلم ۱۹۶۶)
شازده کوچولو (روسی: Маленький принц) یک فیلم محصول کشور اتحاد جماهیر شوروی است که در سال ۱۹۶۶ به کارگردانی آروناس ژبریوناس ساخته شد. این فیلم بر اساس قصه‌ای به همین نام اثر آنتوان دو سنت اگزوپری ساخته شده‌است.